# Аврам-Янку (Алба)
Аврам-Янку (рум. Avram Iancu) — село у повіті Алба в Румунії. Входить до складу комуни Аврам-Янку.
Село розташоване на відстані 332 км на північний захід від Бухареста, 65 км на північний захід від Алба-Юлії, 75 км на південний захід від Клуж-Напоки, 139 км на північний схід від Тімішоари.

## Населення
За даними перепису населення 2002 року у селі проживали 148 осіб, з них 147 осіб (99,3%) румунів. Усі жителі села рідною мовою назвали румунську.